# Budskab fra Græsrødderne
Budskab fra Græsrødderne er et brev til danskerne skrevet af Thomas Koppel i februar 2006, ganske kort tid inden han døde. Brevet omhandler hovedsageligt Danmarks krigsdeltagelse i Irak og Afghanistan, men også Danmarks deltagelse i EU, og Danmarks, efter hans mening, umenneskelige asyl- og flygtningepolitik. Sympatisører for Budskab fra Græsrødderne deltager ofte i demonstrationer og happenings med emner som er relevante i forhold til Thomas Koppels brev. Der er i dag over 1000 mennesker som har skrevet under på en stor del af Thomas' brev, og mange af dem er aktivister i bevægelsen Budskab fra Græsrødderne, deriblandt hans enke Annisette.